# Мілл-Крік (Оклахома)
Мілл-Крік (англ. Mill Creek) — місто (англ. town) в США, в окрузі Джонстон штату Оклахома. Населення — 293 особи (2020).

## Географія
Мілл-Крік розташований за координатами 34°24′4″ пн. ш. 96°49′31″ зх. д. / 34.40111° пн. ш. 96.82528° зх. д. (34.401033, -96.825202).  За даними Бюро перепису населення США в 2010 році місто мало площу 0,97 км², з яких 0,97 км² — суходіл та 0,00 км² — водойми.

## Демографія
Згідно з переписом 2010 року, у місті мешкало 319 осіб у 114 домогосподарствах у складі 78 родин. Густота населення становила 329 осіб/км².  Було 138 помешкань (142/км²).
Расовий склад населення:
| - 58,3 % — білих - 26,0 % — корінних американців - 2,5 % — чорних або афроамериканців |

До двох чи більше рас належало 12,2 %. Частка іспаномовних становила 3,8 % від усіх жителів.
За віковим діапазоном населення розподілялося таким чином: 27,3 % — особи молодші 18 років, 59,2 % — особи у віці 18—64 років, 13,5 % — особи у віці 65 років та старші. Медіана віку мешканця становила 37,6 року. На 100 осіб жіночої статі у місті припадало 83,3 чоловіків;  на 100 жінок у віці від 18 років та старших — 87,1 чоловіків також старших 18 років.
Середній дохід на одне домашнє господарство  становив 47 085 доларів США (медіана — 41 458), а середній дохід на одну сім'ю — 55 956 доларів (медіана — 52 188). За межею бідності перебувало 17,0 % осіб, у тому числі 34,3 % дітей у віці до 18 років та 5,9 % осіб у віці 65 років та старших.
Цивільне працевлаштоване населення становило 134 особи. Основні галузі зайнятості: освіта, охорона здоров'я та соціальна допомога — 29,1 %, сільське господарство, лісництво, риболовля — 23,9 %, виробництво — 9,0 %, будівництво — 9,0 %.